# Baskervilla
Baskervilla là một chi thực vật có hoa trong họ, Orchidaceae.